# Съд за малолетни и непълнолетни
Съд за малолетни и непълнолетни е специализирано съдилище в някои страни, разглеждащо дела, най-често наказателни, срещу малолетни или непълнолетни.
Повечето съвременни правни системи имат специални правила за децата и непълнолетните, извършили престъпление. В много случаи към тях се прилагат особени материални и процесуални норми с по-голяма тежест на възпитателната и поправителната функция на наказанията, отколкото при възрастните извършители. Наред с това, в някои страни има и специализирани съдебни органи (наричани например в Русия ювенальная юстиция) – отделни съдии със специална квалификация, специализирани съдебни състави или самостоятелни съдилища – разглеждащи дела на малолетни и непълнолетни.
Сред страните със специализирани съдилища за малолетни или непълнолетни са Австралия, Австрия, Аржентина, Белгия, Великобритания, Германия, Испания, Италия, Канада, Люксембург, Мексико, Съединените щати, Франция, Швейцария, докато в други страни, като България, Естония, Исландия, Норвегия, Русия, Финландия, Швеция, делата срещу малолетни и непълнолетни се разглеждат в общите съдилища.